# Апоцентр и перицентр

Перицентр

Апоцентр

Перице́нтр и апоце́нтр (др.-греч. περί «около, возле»; από «из, от» (часть сложного слова, означающая отрицание или отсутствие чего-либо); лат. centrum центр») — точки орбиты небесного тела — ближайшая к центральному телу и наиболее удалённая от центрального тела, вокруг которого совершается движение.
Иногда вместо слова «центр» (после «пери-» либо «апо-») используется название центрального тела, вокруг которого рассматривается обращение: гелиос — Солнце, гея — Земля, астрон — звезда и т. п. Так, в орбитах тел, движущихся вокруг Солнца (например, планет, астероидов и комет) перицентр и апоцентр обычно называют, соответственно, периге́лием и афе́лием (апоге́лием), в орбитах Луны и искусственных спутников Земли — периге́й и апоге́й, в орбитах вокруг Луны — периселе́ний и апоселе́ний, вокруг Меркурия (Гермес) — перигермий и апогермий, вокруг Венеры (Геспер) — перигесперий и апогесперий, вокруг Марса (Арес) — периарий и апоарий, в орбитах каждой звезды в системах двойных звёзд — периа́стр и апоа́стр.
Ранее для обозначения этих двух крайних точек орбиты также использовалось обобщающее понятие апси́да (от др.-греч. ἁψίς — дуга, петля, свод, выступ). Линия апси́д — линия, соединяющая перицентр и апоцентр орбиты; для эллиптической орбиты линия апсид совпадает с большой осью эллипса и проходит также через фокус. Невозмущённая орбита симметрична относительно линии апсид.
Расстояния от фокуса эллипса (в котором находится центральное небесное тело) до перицентра (rp, перицентрическое расстояние) и апоцентра (ra, апоцентрическое расстояние):
{\displaystyle r_{\mathrm {p} }=(1-e)a,}
{\displaystyle r_{\mathrm {a} }=(1+e)a,}
где a — большая полуось эллипса,
e = (ra − rp)/(ra + rp) — эксцентриситет эллипса.
При этом ra + rp = 2a.
Апоцентр определён только для эллиптических орбит. Параболические и гиперболические орбиты имеют только перицентр.
Скорость тела, движущегося по кеплеровской орбите вокруг центрального тела относительно него максимальна в перицентре и минимальна в апоцентре. Для звёзд, движущихся вокруг чёрной дыры вблизи неё скорость в перицентре очень велика, приближается к максимально возможной в природе (то есть ко скорости света в вакууме). Например, у звезды S62, обращающейся вокруг чёрной дыры в центре нашей галактики, скорость в перицентре составляет 6,7 % от скорости света в вакууме.

## Перигей и апогей

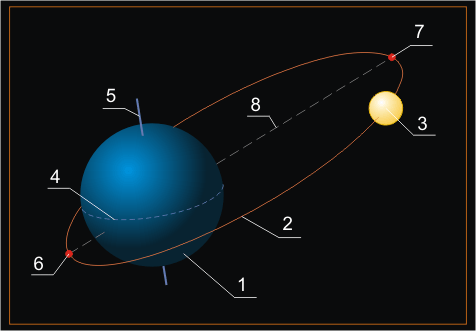
1 Земля
2 орбита спутника
3 спутник Земли
4 линия земного экватора
5 ось вращения Земли
6 перигей
7 апогей
8 линия апсид

Периге́й (др.-греч. περίγειος, букв. «околоземный») — ближайшая к Земле точка орбиты небесного тела, обращающегося вокруг Земли, обычно Луны или искусственного спутника Земли.
Возмущающие силы вызывают изменение положения перигея в пространстве. Так, вследствие действия возмущающей силы Солнца, перигей Луны движется по орбите в ту же сторону, что и Луна, совершая полный оборот за 8,85 года. Перемещение перигея искусственных спутников Земли обусловлено главным образом отличием формы Земли от шара, причём величина и направление этого движения зависят от наклона плоскости орбиты спутника к плоскости земного экватора.
Расстояние от перигея до центра Земли называется перигейным расстоянием.
Совпадение перигея с новолунием или полнолунием — суперлуние.
Апоге́й (от др.-греч. απόγεια, букв. «от земли») — точка орбиты небесного тела, обращающегося вокруг Земли, обычно Луны или искусственного спутника Земли, наиболее удалённая от центра Земли.
Точка апогея прямо противоположна точке перигея, так как обе эти точки — концы линии апсид, и изменяют своё положение с изменением положения линии апсид. Таким образом, изменение направления линии апогея, например, Луны непосредственно получается из изменения положения перигея её орбиты. Что касается расстояния точки апогея, то изменение этого расстояния зависит от изменений эксцентриситета лунной орбиты и её большой оси.

### В переносном значении
Апогей — высшая точка, расцвет чего-либо; например, «апогей славы».